# Kyalami

Traçado do circuito entre 1961 e 1988.

Kyalami (minha casa em zulu) é um autódromo localizado a norte de Joanesburgo na África do Sul. 
Inaugurado em 1961, o Grande Prêmio da África do Sul de Fórmula 1 recebeu vinte provas entre 1967 e 1993, com interrupções de 1986 a 1991. 
Na pista de Kyalami, no sábado, 5 de março de 1977, houve um acidente bizarro na história da Fórmula 1. O piloto italiano Renzo Zorzi, parou seu Shadow número 17 no acostamento da pista com problemas mecânicos, iniciando um pequeno princípio de incêndio. Fiscais da prova atravessaram a pista para apagarem o pequeno incêndio, a fim de evitarem maiores danos. O carro número 16 do companheiro de equipe de Zorzi, o Shadow do piloto galês Tom Pryce, atropelou um dos fiscais que atravessava a pista, despedaçando-o. Pryce foi atingindo na cabeça pelo extintor de incêndio carregado pelo então fiscal. O impacto foi tão forte que o extintor atingiu o piloto arrancando seu capacete e o matando instantaneamente. O carro de Pryce seguiu desgovernadamente até atingir um muro do autódromo violentamente. O fiscal de prova que faleceu na hora só foi reconhecido após a direção de prova convocar todos os fiscais de pista daquela corrida e ver quem estava faltando. O  fiscal morto tinha apenas 19 anos.
Foi na pista de Kyalami que Nelson Piquet tornou-se bicampeão em 1983 na Fórmula 1. Em 1984, Ayrton Senna marcou o primeiro ponto na categoria com o 6º lugar na prova.
Por causa de problemas de segurança na pista e ao boicote da maioria das equipes (incluindo McLaren, Ferrari e Williams) devido a política de segregação racial do Aparthaid, provocaram o cancelamento da prova de 1986 à 1991. E para piorar, a especulação imobiliária que a região de Joanesburgo sofria, foi o estopim para a expansão da pista em 1988.
Depois da libertação de Nelson Mandela em 1990, a África do Sul tentava se esforçar para receber a categoria em 1992 e 1993. No entanto, a falta de retorno financeiro provocou a saída do circuito do calendário da Fórmula 1. Desde então a Fórmula 1 nunca mais realizou corridas no continente africano e o autódromo perdeu sua relevância até no cenário regional. 
Também recebeu provas da A1 Grand Prix até 2009. Posteriormente, a WTCC passou a usar o autódromo.

## Vencedores de GPs de Fórmula 1 em Kyalami
O fundo rosa indica que a prova não fez parte do calendário.
| Ano                      | Piloto            | Construtor          | Resumo   |
| ------------------------ | ----------------- | ------------------- | -------- |
| 1993                     | Alain Prost       | Williams-Renault    | Detalhes |
| 1992                     | Nigel Mansell     | Williams-Renault    | Detalhes |
| Não houve de 1986 à 1991 |                   |                     |          |
| 1985                     | Nigel Mansell     | Williams-Honda      | Detalhes |
| 1984                     | Niki Lauda        | McLaren-TAG/Porsche | Detalhes |
| 1983                     | Riccardo Patrese  | Brabham-BMW         | Detalhes |
| 1982                     | Alain Prost       | Renault             | Detalhes |
| 1981                     | Carlos Reutemann  | Williams-Ford       | Detalhes |
| 1980                     | René Arnoux       | Renault             | Detalhes |
| 1979                     | Gilles Villeneuve | Ferrari             | Detalhes |
| 1978                     | Ronnie Peterson   | Lotus-Ford          | Detalhes |
| 1977                     | Niki Lauda        | Ferrari             | Detalhes |
| 1976                     | Niki Lauda        | Ferrari             | Detalhes |
| 1975                     | Ian Scheckter     | Tyrrell-Ford        | Detalhes |
| 1975                     | Ian Scheckter     | Tyrrell-Ford        | Detalhes |
| 1975                     | Ian Scheckter     | Tyrrell-Ford        | Detalhes |
| 1975                     | Jody Scheckter    | Tyrrell-Ford        | Detalhes |
| 1974                     | Ian Scheckter     | Lotus-Ford          | Detalhes |
| 1974                     | Dave Charlton     | McLaren-Ford        | Detalhes |
| 1974                     | Dave Charlton     | McLaren-Ford        | Detalhes |
| 1974                     | Carlos Reutemann  | Brabham-Ford        | Detalhes |
| 1973                     | Dave Charlton     | Lotus-Ford          | Detalhes |
| 1973                     | Dave Charlton     | Lotus-Ford          | Detalhes |
| 1973                     | Dave Charlton     | Lotus-Ford          | Detalhes |
| 1973                     | Jackie Stewart    | Tyrrell-Ford        | Detalhes |
| 1973                     | Dave Charlton     | Lotus-Ford          | Detalhes |
| 1972                     | Dave Charlton     | Lotus-Ford          | Detalhes |
| 1972                     | Dave Charlton     | Lotus-Ford          | Detalhes |
| 1972                     | Dave Charlton     | Lotus-Ford          | Detalhes |
| 1972                     | Denny Hulme       | McLaren-Ford        | Detalhes |
| 1972                     | Dave Charlton     | Lotus-Ford          | Detalhes |
| 1971                     | Dave Charlton     | Lotus-Ford          | Detalhes |
| 1971                     | Dave Charlton     | Lotus-Ford          | Detalhes |
| 1971                     | Dave Charlton     | Lotus-Ford          | Detalhes |
| 1971                     | Mario Andretti    | Ferrari             | Detalhes |
| 1971                     | Dave Charlton     | Lotus-Ford          | Detalhes |
| 1970                     | Dave Charlton     | Lotus-Ford          | Detalhes |
| 1970                     | Dave Charlton     | Lotus-Ford          | Detalhes |
| 1970                     | Peter de Klerk    | Brabham-Ford        | Detalhes |
| 1970                     | Jack Brabham      | Brabham-Ford        | Detalhes |
| 1970                     | Dave Charlton     | Lotus-Ford          | Detalhes |
| 1969                     | John Love         | Lotus-Ford          | Detalhes |
| 1969                     | John McNicol      | Lola-Ford           | Detalhes |
| 1969                     | Jackie Pretorius  | Lola-Ford           | Detalhes |
| 1969                     | John Love         | Lotus-Ford          | Detalhes |
| 1969                     | Jackie Stewart    | Matra-Ford          | Detalhes |
| 1968                     | Dave Charlton     | Lotus-Chevrolet     | Detalhes |
| 1968                     | John Love         | Lotus-Ford          | Detalhes |
| 1968                     | John Love         | Lotus-Ford          | Detalhes |
| 1968                     | John Love         | Lotus-Ford          | Detalhes |
| 1968                     | Jim Clark         | Lotus-Ford          | Detalhes |
| 1967                     | Dave Charlton     | Brabham-Repco       | Detalhes |
| 1967                     | Dave Charlton     | Brabham-Climax      | Detalhes |
| 1967                     | Pedro Rodríguez   | Cooper-Maserati     | Detalhes |
| 1966                     | Dave Charlton     | Brabham-Ford        | Detalhes |
| 1966                     | John Love         | Cooper-Climax       | Detalhes |
| 1966                     | John Love         | Cooper-Climax       | Detalhes |
| 1966                     | John Love         | Cooper-Climax       | Detalhes |
| Não houve em 1965        |                   |                     |          |
| 1964                     | Graham Hill       | BRM                 | Detalhes |
| 1963                     | John Surtees      | Ferrari             | Detalhes |
| 1962                     | Jim Clark         | Lotus-Climax        | Detalhes |
| 1961                     | Jim Clark         | Lotus-Climax        | Detalhes |

### Por pilotos que mais venceram
|          |                   |                  |
| Vitórias | Pilotos           | Edições          |
| 3        | Niki Lauda        | 1976, 1977, 1984 |
| 2        | Jackie Stewart    | 1969, 1973       |
| 2        | Nigel Mansell     | 1985, 1992       |
| 2        | Alain Prost       | 1982, 1993       |
| 1        | Pedro Rodríguez   | 1967             |
| 1        | Jim Clark         | 1968             |
| 1        | Jack Brabham      | 1970             |
| 1        | Mario Andretti    | 1971             |
| 1        | Denny Hulme       | 1972             |
| 1        | Carlos Reutemann  | 1974             |
| 1        | Jody Scheckter    | 1975             |
| 1        | Ronnie Peterson   | 1978             |
| 1        | Gilles Villeneuve | 1979             |
| 1        | René Arnoux       | 1980             |
| 1        | Riccardo Patrese  | 1983             |

### Por equipes que mais venceram
|          |            |                        |
| Vitórias | Construtor | Edições                |
| 4        | Ferrari    | 1971, 1976, 1977, 1979 |
| 3        | Brabham    | 1970, 1974, 1983       |
| 3        | Williams   | 1985, 1992, 1993       |
| 2        | Tyrrell    | 1973, 1975             |
| 2        | Lotus      | 1968, 1978             |
| 2        | Renault    | 1980, 1982             |
| 2        | McLaren    | 1972, 1984             |
| 1        | Cooper     | 1967                   |
| 1        | Matra      | 1969                   |

### Por países que mais venceram
|          |                |                              |
| Vitórias | País           | Edições                      |
| 5        | Reino Unido    | 1968, 1969, 1973, 1985, 1992 |
| 3        | Áustria        | 1976, 1977, 1984             |
| 3        | França         | 1980, 1982, 1993             |
| 1        | México         | 1967                         |
| 1        | Austrália      | 1970                         |
| 1        | Estados Unidos | 1971                         |
| 1        | Nova Zelândia  | 1972                         |
| 1        | Argentina      | 1974                         |
| 1        | África do Sul  | 1975                         |
| 1        | Suécia         | 1978                         |
| 1        | Canadá         | 1979                         |
| 1        | Itália         | 1983                         |

↑1  Contabilizados somente os resultados válidos pelo mundial de F1.

## Recordes em Kyalami
|                       |               |                         |              |           |      |
| Kyalami               | País/Piloto   | Chassi/Motor            | Tempo        | Extensão  | Ano  |
| Pole Position         | Nigel Mansell | Williams-Renault V10    | 1min 15s 486 | 4.261 km  | 1992 |
| Melhor Volta na Prova | Nigel Mansell | Williams-Renault V10    | 1min 17s 578 | 4.261 km  | 1992 |
|                       |               |                         |              |           |      |
| Kyalami               | País/Piloto   | Chassi/Motor            | Tempo        | Extensão  | Ano  |
| Pole Position         | Nigel Mansell | Williams-Honda V6 Turbo | 1min 02s 366 | 4.104 km2 | 1985 |
| Melhor Volta na Prova | Keke Rosberg  | Williams-Honda V6 Turbo | 1min 08s 149 | 4.104 km2 | 1985 |

↑2  Traçado antigo